# 麻布中学校・高等学校
麻布中学校・高等学校（あざぶちゅうがっこう・こうとうがっこう、英: Azabu Junior and Senior High School）は、東京都港区元麻布に所在し、中高一貫教育を提供する私立男子中学校・高等学校。
高等学校において生徒を募集しない完全中高一貫校。

## 概要
東洋英和学校普通科学校長江原素六が、同東洋英和から尋常中学校として分離独立させて創立したのが麻布の始まりで、同校創立以来、江原に形影相伴う存在だった清水由松がこの時に参集した。1900年（明治33年）9月、現在の元麻布の地に移転した。
学校存続のため、当時の明治政府の制度に倣い尋常中学校として分離独立して創られた経緯から、当初から男子に中等普通教育を施し、旧制一高など旧制高等学校への進学に力を入れる中等教育校を標榜していた。
創立者の江原、2代目学校長として麻布の基盤を築いた清水共々キリスト教徒だった。彼らは生徒に対して寛大な姿勢を貫いた人物として語られており、学校運営も当時の国の制度に頼らず、自由な校風を旨とした。

## 校風・特徴
校風は自由闊達。校則はなく（暗黙の禁止事項として、鉄下駄禁止、麻雀禁止、授業中の教室への出前禁止がある。また、生徒規則としていくつかの教員側からのルールは存在する)、自主・自立の校風の下、入学試験を除く学園生活の大部分で生徒が「自分で考えさせる」ことが重視されている。そのため、服装だけでなく頭髪や装飾品に関しても全て生徒自身に裁量が委ねられている。クラブ活動の運営なども生徒の手で自主的に行われている。麻布では、生徒による問題行動が起こった場合は、担任をはじめとする教員間で話し合いをし、家庭にも連絡を取りながら、本人の反省が自他ともに認められれば、通常の授業への参加を認める、という方法をとっている。校則がないこともあり、問題行動だからといって停学・退学処分にすることはない。1960年代までは制服着用や成績による序列化など、管理が厳格だったが、1970年代の学園紛争を通して校則や制服は撤廃された。
かつての制服であった標準服が用意されており、希望する生徒は購入できる。詰め襟・黒ボタンで、現在はほぼ全員が私服である。1990年代初めくらいまでは8割くらいの生徒が標準服を着ていたという。
1学年約300名の7学級で構成されている。学校関係者は、中学1・2・3年生を英語で中学を意味する middle school より M1・2・3、高校1・2・3年生を high school より H1・2・3 と呼ぶこともある。

## 沿革
全て月日が付属しない年表示は年度である。1995年までは『麻布学園の一〇〇年』による。

### 戦前
- 1895年 - 江原素六により東洋英和学校内に東洋英和学校内尋常中学部を創立し、同年私立麻布尋常中学校と改称。
- 1899年 - 麻布中学校と改称。
- 1900年 - 現在の立地に新校舎が落成し、移転。
- 1901年 - 集成館を創立。当時の旧制中学校第一学年を主に収容し進学時に麻布中学校に編入させ、麻布中学校の定員超過を名目上解消することを目的とした。
- 1903年 - 債権整理のため組織を麻布中学校財団法人として財団法人化する。
- 1912年 - 人数超過の解消と法の改正に伴い集成館を廃止。
- 1922年 - 江原素六死去。2代校長に清水由松が就任。
- 1924年 - 麻布中等夜間学校開校。
- 1926年 - 山中湖畔の土地を学校用地として買収。翌年洗心寮建設。
- 1930年から1931年頃 - 校歌制定。現在のものと併せて3番まで。
- 1931年 - 現在の普通教室が入っている"ロ"の字型の校舎のうち、学園のホームページに掲載されている画に写る塔を中心とした2辺が完成。古橋柳太郎設計。
- 1932年 - 麻布中等夜間学校が麻布夜間中学へ変更。5か年制。
- 1935年
  - 創立40周年を記念してプール落成。
  - 現在の多摩川運動場に農場と運動場を開設。
- 1937年 - 校舎増築。現在のロの字校舎の中学1年1組がある辺が増築。現在の講堂がある場所に江原先生記念成毛講堂が落成。
- 1941年 - 校友会を改編して麻布中学校報国団結団。
- 1942年 - 清水由松が名誉校長になり、法大教授の細川潤一郎が校長に就任。
- 1944年 - 学級名をアルファベットから数字へ変更。

### 戦後 - 1960年代
- 1945年 - 校友会組織。第1回運動会開催。
- 1946年 - 自治委員会組織。
- 1947年
  - 新学制によって麻布中学校発足。
  - 5月23日から5月25日 - 第1回文化祭。
- 1948年
  - 麻布高等学校が発足し旧制中学4・5年を切り離す。麻布夜間中学も麻布定時制高等学校として発足。
  - 麻布民主化同盟が檄文を教室に貼り付ける事件が発生。
- 1949年
  - 1月 - 日本共産党麻布学園細胞が結成宣言。機関紙『民主学園』[8]を発行するといった活動を行った。
  - 法改正に伴い麻布中学校財団法人を学校法人麻布学園に変更。
- 1950年
  - 清水名誉校長死去。清水由松の誕生日の5月16日を創立記念日とし、江原記念日を5月20日とする。
  - 校友会・自治会（自治委員会）を改編して生徒協議会結成。
  - 職員の反対を生徒協議会の要望が覆して文化祭開催。しかし、以後3年開催せず。
- 1951年 - 生徒協議会と教師との折衝の後9月に文化祭開催。しかし、以後2年間は開催せず。
- 1954年
  - 5月15日から5月16日 - 文化祭。この年より毎年行われる。
  - 10月8日 - 相模湖遭難事件。生徒22名が死亡した（内郷丸遭難事件）。
- 1956年 - 現在の100周年記念棟の場所に新館と呼ばれる校舎が建設。
- 1957年 - 定時制課程廃止。
- 1961年
  - 多摩川農園を廃止。
  - 体育館の改築に伴い国立競技場で運動会開催。
- 1962年
  - 柔剣道場付きの旧体育館が落成。
  - 多摩川農園を多摩川運動場として整備。
  - 麻布学園同窓会設立。
- 1965年 - 国立競技場にて創立70周年記念大運動会。
- 1966年 - 70周年記念新校舎落成。現在の芸術棟。新館が増築により生徒会館と呼ばれる。
- 1967年 - 細川校長辞任、藤瀬五郎が新校長に就任。
- 1968年 - この年度の卒業式より校歌3番廃止。
- 1969年9月26日 - 無届の反戦集会が学校中庭で行われたことに対して、校長の藤瀬五郎は『学園紛争が始まってしまったと解釈せざるを得ない』とする。山内が校長代行に就任する直前の1969年度終了までが第1次学園紛争と呼ばれる。

### 1970年代
- 1970年
  - 1月10日 - 乱入者多数にて始業式中止。
  - 2月10日 - ニ・一一闘争統一実行委員会が中庭使用届けを出すが校長が拒否。話し合いの場で校長を拘束。
  - 2月20日 - 統実委が釈明を行わない校長に対して校長室を占拠。統実委校長室占拠事件。
  - 3月9日から3月12日 - 生徒会・職員・統実委と生徒による全校集会で和解案が採択される。
  - 3月18日から - 授業改革全校集会にて改革案を作成し、採択。
  - 藤瀬校長辞任、山内一郎が校長代行として赴任。山内代行は教職員経験がなかったため校長になれず、校長代行となった。第一次学園紛争での藤瀬校長と生徒間の和解案を全て破棄。この後の一連の紛争を第二次学園紛争と呼ぶ（麻布学園私物化事件）。
  - 理事会が山中湖畔の校地売却を承認。
  - 文化祭において討論会が山内代行によって中止される。それに対する暴動により文化祭切り上げ。
  - 成毛講堂・相模湖遭難記念館取り壊し。
- 1971年
  - 文化祭は取り壊し工事を避けるため秋に開催。
  - 10月3日 - 文化祭2日目に武装突撃隊が第一次学園紛争時の和解案の復帰を求めて突入。山内代行の導入した警備員が応酬。後に山内代行の決断で機動隊が導入され、生徒と突撃隊が学外へ排除される。
  - 10月5日 - 討論会。代行の退去勧告に対し座り込みを行った生徒に対し再度機動隊導入。
  - 10月6日 - 山内打倒共闘会議結成。
  - 10月7日 - 山内代行がロックアウト開始。義務教育である中学校も含めたロックアウトは全国初。
  - 11月13日 - ロックアウト解除。全校集会1日目。
  - 11月15日 - 全校集会2日目運動場で雨中にもかかわらず開催。生徒1名の逮捕に激発した生徒に囲まれて、16時58分に代行は退陣を表明し、17時32分に署名。
- 1972年
  - 海野昌平が校長に就任。
  - 山内前代行が逮捕、起訴される。
- 1973年
  - 2月14日 - 全校集会にて海野理事長は授業料・入学金・施設費の値上げの白紙撤回を確認。
  - 3月1日 - 全校集会にて山内前代行の残した負債を理事会が補填することを認めるまで生徒がストライキに入ることを決議。
  - 3月2日 - 教員も同様の要求を採択。
  - 3月5日 - 理事会が要求を認める。
  - 3月16日 - ストライキ解除。
  - 7月8日 - 学費値上げ撤回を求めて高校生が校長室を占拠し、バリケード封鎖。
  - 7月13日 - 校長室の封鎖解除。
  - PTA発足。
  - サークル連合発足。
  - 現講堂と教員棟が完成。現在の"ロ"の字校舎の全面が完成。
  - 学園が山内前代行を民事で提訴。
- 1974年 - 理事会の理事長と校長の分離決議に従い大賀毅が校長に就任。
- 1975年
  - 文化祭公金横領事件。広告収入を禁止。
  - 6年ぶりに運動会開催。
- 1976年 - 予算委員会設立。
- 1978年 - 全国高校野球選手権大会東東京予選で、対戦相手の高校に対し、学園側応援席から「落ちこぼれ」（國學院久我山高等学校に対して）「くやしかったら東大に入ってみろ」（東京都立小山台高等学校に対して）[9]の野次が飛ぶ事件が発生し、学園への非難がマスメディアを賑わす[10]。これに対して『麻布学園新聞』10月号は「『ひどい』、『下品だ』というような評があったが、それはそのとおりである。しかし、『あんたらの気持ちはお見とおしだよ』という感じで決めつけられるとは非常に心外である。『野次』は『野次』であって、それ以上の何物でもなく、その内容をうんぬんする種類のものではない。マスコミは自らが作った虚像が何か事を起こすと、『われ先に』と取り上げ紙上をにぎわすのが得意である」と論評[10]。これに対してさらに『朝日新聞』を中心とする学園批判キャンペーンが起きた[10]。なお試合は4-9で麻布が敗北している[11]。

### 1980年代以降
- 1981年
  - 山内一郎前代行の上告が棄却。懲役5年が確定。
  - 校内飲酒事件に対して調査委員会設立が全校投票によって承認。
  - 山内事件に対して民事判決が下る。両者控訴せず、学園側の要求がほぼ通り確定。
- 1983年
  - 予算委員会がサークル連合解散要求宣言を全会一致で採択。サークル連合解散。
  - 全校投票にて「広告収入に関する新規約」を承認するが、実際には広告は取らず。
- 1984年 - 新サークル連合発足。
- 1986年 - 全校投票により年度末をもって新聞会が自治団体からサークルへ格下げ。
- 1989年 - 全校投票により「生徒活動費値上げ案」を承認。
- 1992年 - 大賀校長退任、根岸隆尾が校長に就任。
- 1993年 - 生徒会館を取り壊す。
- 1995年
  - 生徒会館の跡地に100周年記念会館が竣工。『麻布学園の一〇〇年』が刊行。
  - 地下鉄サリン事件は終業式日であり、目撃者多数も死者はなし。
- 2000年
  - 営団日比谷線中目黒駅構内列車脱線衝突事故で高2（当時）の生徒が登校中に巻き込まれ死亡[12]。
  - 屋上が昼休みに限り開放される。
- 2004年 - 根岸校長退任、氷上信廣が校長に就任。
- 2006年 - 地下食堂が改築拡張、家庭科室が新設された。
- 2013年 - 氷上校長退任、平秀明が校長に就任。
- 2015年3月 - 新体育館が完成。
- 2019年
  - 4月6日午後4時15分ごろ - 普通教室棟地下1階から火災が発生、消防車など19台が出動し、約2時間後にほぼ消し止められた。地下1階の約20平方メートルが焼けた。けが人はいなかった[13]。
  - 文化祭が6月に延期となる。（この年のみ）
- 2020年 - 文化祭が、在校生保護者のみを対象に、10月31日・11月1日に開催となる。（新型コロナウイルスのため）
- 2021年 - 文化祭が11月に延期となり、人数制限を設けた上で、外部客を招待して実施した。（新型コロナウイルスのため）
- 2022年 - 文化祭を9月末から3日開催。（新型コロナウイルスのため）
- 2023年 - 文化祭が3年ぶりに人数制限を設けずに5月に実施された。

## 交通アクセス
出典 : 
電車
| 路線名             | 最寄り駅   | 出口   | 徒歩所要時間 |
| ------------------ | ---------- | ------ | ------------ |
| 東京メトロ日比谷線 | 広尾駅     | 1番    | 10分         |
| 都営地下鉄大江戸線 | 麻布十番駅 | 駐車場 | 12分         |
| 東京メトロ千代田線 | 乃木坂駅   | 5番    | 20分         |

バス
| 運行事業者       | 乗車駅 | 系統・ルート | 下車停留所                      |
| ---------------- | ------ | ------------ | ------------------------------- |
| 都営バス         | 目黒駅 | 橋86         | 「愛育クリニック前」、徒歩1分   |
| 都営バス         | 目黒駅 | 黒77         | 「日赤医療センター下」、徒歩8分 |
| 都営バス         | 品川駅 | 品97         | 「日赤医療センター下」、徒歩8分 |
| フジエクスプレス | 広尾駅 | 麻布西ルート | 「元麻布2丁目」、徒歩2分        |

## 学習内容
授業は中高一貫教育の利点を生かして高1修了の段階で高2までの単元をすべて消化し、その後それぞれの志望大学に向けて選択授業制となる。
麻布の教育では、入試から卒業まで一貫して文章などを「書く」ことに力を入れている。定期試験や実力試験では記述問題が目立ち、論文力を要求される教科目も多い。たとえば、現代文の授業では物語文の要約、中学卒業時にはグループでの卒業論文、高校1年次には個人で修了論文の提出が要求される。
中学の社会科教育においては、第1学年に「世界」という系統分野横断科目が設置されている。「世界」の授業内容は「世界地理・世界史および政治・経済」にまたがっている（習うのは「東アジア」「ヨーロッパ」など地域別である）。
高2の段階から理科と社会が選択制になり、理科は化学・物理・生物・地学のうち2科目、地歴・公民科は地理・日本史のうち1教科1科目、世界史・倫理・政経のうちの1科目を選択する。そのため理系文系混合学級では移動が激しくなる。
通常高3では芸術科目は設置されないが、芸術系志望の生徒の希望により7・8時間目に芸術の科目が設置される。
週休2日制は導入されたことがなく、現在も土曜日は午前中のみの高校生、中学3年生は4時間授業、中学1年、2年生は3時間授業となっている。2004年度からの学習計画改訂を機に、中3から高2までを対象とした「特別授業」が3・4時間目に設置された。様々な授業群の中から、自分が関心を持つ題材の授業を前期・後期1つずつ選択して学習する。2007年度からは対象を高1・2とし「教養総合」とした。講師は学園教員に限らず、最先端の研究者が訪れることもしばしばある。開設される講座は毎年度変わるが、ラテン語入門、量子化学入門、相対性理論入門などといった大学教養レベル以上のものや運動に専念するもの、社会情勢を考えるもの、日本文化を考えるものなど様々である。土曜日の午後は多くがサークルの活動時間となる。
また、中3では小説に対応した「卒業論文」を3人から6人で執筆する。対象作品は森鷗外・ドストエフスキー・太宰治・安部公房・村上春樹・サリンジャーのように様々である。
そして高1で「社会科基礎課程修了論文」と称し、社会科の学習をすべて修了したという意味で社会科に関する事柄を論じる。

### 論集
論集は生徒が作成した様々な文章や作品を掲載する冊子であり、年に1度発行される。レポートで集めた文章から良質な文を掲載するもの、生徒自身が論集に投稿するものなどがある。別冊が付随することもあるが、おおよそ300頁から500頁ほどの冊子である。表紙には毎回動物の絵が描かれる。

## 年間行事
- 5月：文化祭（2011年と2019年は6月、2012年と2013年は4月、2020年は10月から11月にかけて、2021年は11月、2022年は9月）・江原素六墓前祭
- 10月：学年行事
  - 中学1年：江原素六初代校長の墓参
  - 中学2年：日帰り旅行と相模湖事件慰霊の二日間
  - 中学3年：2泊3日で、一般的な修学旅行で訪れる数箇所に旅行する。
  - 高校1年：社会見学として観劇・マスコミ見学や都内ポイントハンティングなどが行われる。
  - 高校2年：3泊4日修学旅行として国外と国内から数か所に分かれて旅行する。ただし、新型コロナウイルスの影響で国外旅行は2022年現在、行われていない。
  - 高校3年：観劇や魚釣り・スポーツなどを行う。
- 10月：運動会（2021年と2022年は6月）
- 2月：入学試験

## 生徒自治
麻布中学校・高等学校には「生徒会」が存在せず、予算委員会、選挙管理委員会、サークル連合、文化祭実行委員会、運動会実行委員会、文化祭執行委員会、運動会執行委員会などが設けられ、独立して存在している。この組織構成は全て、第二次学園紛争ののちに生徒の手によって構築または再編されたものである。
予算委員会は全校の意思の集約と予算の配分を、選挙管理委員会は全校を基盤とする選挙と全校投票を、サークル連合は部活動を、文化祭実行委員会および文化祭執行委員会は文化祭を、運動会実行委員会は運動会を、それぞれ所掌している。
教員側には、予算委員会、選挙管理委員会、サークル連合を担当する生徒委員会と、文化祭全般および文化祭実行委員会を担当する文化祭委員会、運動会全般および運動会実行委員会を担当する運動会委員会が設けられており、各々の主任が生徒からの相談を受け付けたり、学校や学園（学校法人）と生徒の折衝の窓口となったりしている。生徒側の意思決定過程に教員が直接介入、干渉をすることは基本的にない。
全ての機関に議決機関が設置されている。自治機関の議決機関の名称（括弧内）と、委員などは以下の通り。
- 予算委員会（本会議）
  - 各クラス：正委員1名（議決権あり）と副委員3名以下（原則議決権なし）
  - 各学年　：正委員1名（議決権あり）
- 選挙管理委員会（本会議）
  - 各クラス：委員1名
  - 各学年　：委員1名
- 文化祭実行委員会（文化祭執行委員会）
  - 各クラス：委員1名
  - 各学年　：委員1名
- 運動会実行委員会（運動会執行委員会）
  - 各クラス：委員1名
  - 各学年　：委員1名
- サークル連合（総会）
  - 構成する各サークル（45個）の代表者

## 文化祭
毎年5月に生徒主導で行われ、毎年3日間で3万5千人近い入場者数を記録する、学園の一大行事である。多くの生徒が学園生活を通じて関わり、その魂を燃やす行事であるとも言われる。文化祭実行委員会（文実）の主導によって企画・運営される。予算は700万～900万円規模に上り、生徒の手で管理される。
主導する文化祭実行委員会は主に、文化祭執行委員会、実務調整会議、分科局からなる。意思決定は文執の本会議により行われる。また、委員長は文化祭実行委員会の代表者としての役割を有し、文化祭実行委員会内の実務の統括を行う。所属クラスでの信任を受けたのちに立候補し、全校から直接選挙によって選出される。
分科局は、委員長の下で、執行委員会の指示を受けて実務を行う組織である。分科局の局長はその所属クラスにおける信任を受けた上で文化祭執行委員会にて選定され、分科局員は面接によって採用される。実務調整会議は、文化祭執行委員会議長、委員長、その補佐を行う副委員長、分科局長、その補佐を行う分科局副局長、分科局内の班の班長によって構成される。
文化祭での出し物は展示と呼ばれており、主に一般展示と飲食展示とフロンティア展示に分かれる。一般展示は文化部や一部の運動部、有志によるものなどがあり縁日展やカジノ展、お化け屋敷展など特定の学年が展示を開くという慣習も存在する。飲食展示は主に運動部が行うことが多い。フロンティア展示は教室を細かく区切って行う展示で、多くの展示は個人によるものである。全ての展示は厳正な展示審査で選出され展示向上推進会議で質の向上が目指される。学級による展示はない。フロンティア展示は麻布生の個性が出やすいものである。
多くの展示は来校者の投票による「展示大賞」の獲得を目標とする。その他、種類が年によって左右するが、様々な賞が存在する。来校者のうちの多数を占める小学生とその保護者が楽しみやすい展示が展示大賞を取ることが多い。過去には麻布パーソナルコンピュータ研究会・物理部無線班・生物部・化学部などが受賞している。
2005年の文化祭では飲食展示で食中毒事件を起こし、急遽飲食物の販売停止が教員の指示の下なされた。また、この影響でこの年の運動会では、接待部門（その後の部門制廃止前までの飲食部門）はその場で調理をする食事の提供が禁止され、業者の調理パンを事前の学内の購入希望者に対し定数販売するのみで来校者への販売は無しという方式を採った。
2006年の文化祭では飲食部門の調理は復活したものの、展示団体のいわゆる飲食展示はほとんど行われなかった。
2013年度までは、前年度10月の運動会が終わった頃に委員長・会計局長を選出する選挙が行われ、決定するとそのペアが各部門の部門長を面接して文実を結成していた。これは委員長と会計局長の方針に手決まる。立候補者は高校1年生（新高2年生）がほとんどであった。
2014年に、従来の部門制が改革され、各クラスから選出される執行委員によって構成される5つの局および、全校から広く募る、実務のみを行う特定実務団体によって構成されるクラス委員制度に変化したが、2015年、生徒のさらなる改革によって7つの企画局および局に直属の実務団体によって構成される新制度となった。従来の局長および部門長は、企画局の局長および実務団体の団体長に分けられ、局長はクラスから選出される執行委員の中から立候補・投票によって選出され、局長が団体長を全校に公募して面接を行い選出、そして実務団体の構成員は全校から広く募るという方針を採っている。
2019年に規約改正が実施され、主に次のような変更がなされた。
- 実務団体の廃止
- 執行委員の定数減（次述の兼職規程変更を踏まえている）
- 分科局長と執行委員の兼職禁止などの兼職規程変更
- 執行委員会本会議の諮問機関としての小委員会制度を新設
- 各分科局を横断する形で行われる実務調整会議を定義
- 各分科局の副局長の選出を面接にて実施

2024年現在の制度による各局は以下の通りである。
- 総務局 - 印刷およびホームページの管理を行う。
- 会計局 - 文化祭における予算の管理・配分、文化祭グッズの販売や文化祭当日の販売業務を行う。
- 運営局 - ごみの回収分別、受付など、来場者向けの業務を行う。
- 統制局 - 本部インフォメーションの管理や、警備・誘導をする。
- 飲食局 - 飲食物の調理を行う。また、飲食展示の衛生管理とサポート、統括を担当。
- フロンティア局 - フロンティア展示の受付と支援。
- 美術局 - 文化祭に使われる巨大な絵画を製作する。正門の絵画群や中庭舞台をすべて製作する。
- 行事局 - 中庭、講堂でのイベントの企画、実行の支援をする。
- 展示局 - 教室、実験室等を用いた中～大規模展示の展示審査、展示向上推進会議を行う。
- 資材局 - 文化祭運営に使用する全ての資材を一括管理・配布する。

## 運動会
文化祭と違って保護者以外の校外からの来場者数は認められていない。運実によって企画、運営される。文化祭が終わってしばらくすると委員長を選出する選挙を行い、文実と同じ手順で運実を結成する。組織としては文化祭実行委員会とほぼ同じであるが、分科局の数と種類が異なる。
1994年の運動会は校庭改修工事により夢の島競技場を借りて実施した。また、2014年の運動会も学園外で行われた。2007年は運動会を行わなかった。さらに、2013年9月18日には、度重なる不祥事のため運動会を中止することが決定され、同年の運動会は中止となった。2017年の運動会は新小岩で行われ、2018年は教員主導で行われ、2019年の運動会で久しぶりに生徒主導でかつ学校開催の運動会が開かれた。しかし、2020年は開催が中止になった。2021年および2022年は共に6月開催であった。
かつては、周辺の公道の使用許可を取り事前に希望した生徒が数kmを走る、ロードレースという競技があった。2008年は教員主導で運動会を行ったためにロードレースは行わず、2009年は中止になり、教員からの差し止めや生徒自身で行わないことを決めるなどしその後、校内マラソンという形になった。しかし、少なくとも2017年時点で校内マラソンはない。また、徒競走はない。学級対抗の縦割りによる応援団が結成されエール交換を行う。
なお、2013年に発生した、一部の生徒による不祥事による運動会中止を受け、2014年運動会より運実に代わる実行母体として運動会執行委員会（以後執行委員会）が設置された。執行委員会は、各クラスより選出された執行委員によって構成され、運動会に関する会議・実務などを行う。各執行委員は局に属し、各局において実務を行う。
2018年の運動会は、同年に行われた規約改正を巡り運実側と教員側で対立が生じ、全校集会での議論などを経てもなお溝が埋まらなかったため、生徒の手による開催は断念せざるを得ず、教員主導による運動会となった。
2019年に再度規約改正が行われ、上記の対立の原因は解消された。
2020年の運動会は同年の文化祭の影響で中止になる。
2023年現在の各分科局は以下の通り。前述の文実・運実と名称や実務内容が同じものも挙げる。
- 総務局 - 印刷。
- 会計局 - 予算の配分や運動会グッズの販売などを行う。
- 会場局 - 運動会会場の整備・警備などを行う。過去の企画部門が行っていた実務も行う。
- 管理局 - 運動会の運営や進行に関する業務を行う。
- 審判局 - 運動会競技における安全の確保を行う。
- 美術局 - 得点ボードやクラス目印板などの制作を行う。
- 企画局 - 競技の検討や公募などの業務を行う。

## サークル
ここに挙げられるのは、サークル連合加盟サークルのみであり、サークル連合認可団体/旧予算委員会登録サークルは含まれない。
- アーチェリー部
- アメリカンフットボール部
- 囲碁部：全国高校囲碁選手権大会で灘高校と並び最多の優勝回数を誇る。岸田正吉が創設し、プロ棋士石倉昇も輩出した。
- 演劇部
- オセロ部：顧問は元オセロ世界チャンピオンの英語教員の村上健九段。各々の研究、日々の活動、東京大学をはじめ有名大学のオセロサークルも参加する合宿などを通じて活動するため、段位所持者が部員の多くを占める他、数々の大会実績が頻繁に始業式・終業式で表彰されている、学内では有名な部活の一つ。
- オリエンテーリング部：中学や高校でオリエンテーリング部が存在する学校は少ない。
  - インターハイで個人戦、団体戦共に優勝者を過去に幾度も出しており、これまで3度ジュニア世界選手権の日本代表を輩出した。
  - また、2017年にはアジアジュニアユース選手権大会に部内から2人日本代表を輩出した。
- お料理研究部
- 音楽部
- 化学部
- 管弦楽部：1960年ごろ、音楽部から分離した。
- 奇術部
- 軽音楽部
- 剣道部
- 硬式テニス部
- 硬式テニス同好会
- 硬式野球部
- ゴルフ部
- サッカー部
- 山岳部
- 写真部
- 柔道部
- 将棋部：全国屈指の強豪部である。2000年にオール学生選手権団体戦で優勝。なお、この大会における高校チームの優勝はこの1度だけである。また、2000年にキリンビバレッジ主催キリンビバレッジ杯団体戦も優勝を果たしている。2001年には高校竜王戦優勝者を輩出。高校将棋選手権団体では11回優勝している。
- 水泳部
- スキー部
- 生物部：部員数50人を超える部活である。元は博物部であったため、化石や骨格標本も扱っているほか、野外での採集・フィールドワークを活動の主軸としている。活動範囲は日本全国に及ぶ。春合宿では伊豆諸島や琉球列島の離島へ、夏合宿では長野県などの山地へ赴き、生物観察、採集をする。部内にはいくつかの班があり、班に別れて活動する。所属する部員の多い班に、魚班や昆虫班、近隣の有栖川宮記念公園で活動する有栖川班などがある。文化祭では100種を超える生物を展示し、部員が全てに丁重に解説したり、パワーポイントを用いた見やすい紙展などがあり、展示大賞を授賞することも多い。引退の際生物実験室の魚を食べるという噂がある。OBに北杜夫（博物部時代に在籍）、桝太一など。
- ソフトテニス部
- 卓球部
- タッチフラッグフットボール部
- ダンス部
- チェス部：中学・高校でチェス部のある部は非常に少ないが、それゆえに一般棋戦に参加することが多く、好成績を上げている。卒業生で FIDE Master の小島慎也は麻布在籍時に最年少日本チャンピオンとなり、現在も国内アクティブレーティング1位である。総じて部員のレベルは高く日本トップクラスである。2006年アジア競技大会の選手として、チェス部の高校生2名が選ばれた。
- 地歴部：1939年に「地理研究会」の名で発足して以来、80年以上の歴史を持つ。卒業後に地理歴史の分野で活躍する人もいる（小島毅、近藤成一、早乙女雅博、寺阪昭信[17]、中島義一[18]、松澤裕作ほか）。卒業生は「よもぎ会」という会を作って活動している。部室に弓がある。
- 鉄道研究部：60年以上の歴史を誇るサークルであり、主に鉄道マニアの生徒によって構成されている。文化祭では、約1年に渡り放課後の部活動において制作した鉄道模型（nゲージ）のレイアウトが展示となっている。日頃から模型制作に取り組んでおり、鉄道模型のコンテストに出場した経験も持つ。1年に3回遠征を実施している。6月には日帰りで春の撮影会を実施し、南東北や甲信地方を中心に、東京近郊を行き先としている。8月には1週間の旅程で夏合宿を実施している。夏合宿の行先は、北海道・四国・九州が主だが、近年では変化が見られる。また、12月には2泊3日程度で冬の撮影会を実施し、近畿地方や北東北地方、北陸地方に足を延ばしている。著名なOBに古川享（現：日本マイクロソフト初代社長）などがいる。
- 討論部：1995年に創設された新しい部活。社会の諸問題への多角的な視点を獲得することを目標としており、ディベートやディスカッションを通し、日々、社会問題を分析・考察している。
- 軟式野球部
- パーソナルコンピュータ同好会（APCC・パー研）：プログラムの開発を中心に活動する部活。先輩が講座を開き後輩に伝達する手法を取っており、BASICやC言語といった基本的な言語の習得と、Windowsや3Dライブラリ、Webプログラムのような API の習得をバランスよく行う。東京工業大学主催のスーパーコンピューティングコンテストによく出場し、何度か優勝経験も持つ。特に大会で初めてアジアからチームを招いて開催した2004年度は選抜チームを送り込んできた中国に残り3秒で僅差の逆転優勝を達成し、各メディアに大きく取り上げられた。また、文化祭実行委員会のホームページ作成に協力した。
- バスケットボール部
- バックギャモン部：中学・高校では全国唯一のバックギャモン専門のサークルである。2007年の BackgammonFestival における日本選手権Beginnersで優勝を果たし、2009年も準優勝と3位に入賞している。なお当サークルの在籍者ではなかったが、2009年のバックギャモン世界選手権で日本人として初めて優勝した望月正行（在学時はまだ部として存在しなかった。将棋部在籍）も同校の出身であり、たびたび指導に来ている。
- バドミントン部
- バレー部（バレーボール）
- ハンドボール部
- 物理部無線班：物理部そのものは存在せず、「物理部」の名を関する唯一のサークルである。サークル名に「班」が含まれるが、扱いは他のサークルと同様。物無(ぶつむ)とよばれている。
- 文芸漫画研究部
- ラグビー部
- 陸上競技部
- ワンダーフォーゲル部

## 入学試験
2月1日に入学試験を実施、2月3日に合格発表を行う。入学試験は国語・算数・社会・理科の4教科で算数と社会の間に昼食を挟んで行われる。国語・算数は試験時間60分で60点満点、社会・理科は試験時間50分40点満点である。
かつては、入試前に身体をほぐすため、受験生にラジオ体操をさせていた。今は昼休みの時間にグラウンドを開放しており、校庭で友達と遊び、息抜きをする受験生もいる。また、2月1日に大雪が降り交通機関が麻痺したこともあったが、受験生を可能な限り受け入れるため受験時間を大幅にずらして入試を実施した。

## 提携校
- 韓国養正（ヤンジョン）高校
- カナダショーニガンレイクスクール
- 中国河南省実験中学

## 関連書籍
- 川又一英『麻布中学と江原素六』新潮新書、2003年9月1日、ISBN 978-4106100321
- 村上龍『希望の国のエクソダス』文藝春秋、2002年5月10日、ISBN 978-4167190057 - 登場する学生は麻布学園の生徒への取材から作られた。
- おおたとしまさ『中学受験 注目校の素顔 麻布中学校・高等学校 学校研究シリーズ002』 ダイヤモンド社、2013年10月17日初版発行、ISBN 978-4478044858 - 麻布学園出身者による学校研究シリーズ。
- 神田憲行『「謎」の進学校 麻布の教え』（集英社新書）（2014年10月17日初版発行）ISBN 978-4087207583
- 麻布中学校・高等学校予算委員会法制局『生徒自治規約集』、麻布中学校・高等学校校舎第二応接室、2022年4月9日（2022年度版）。
- 麻布学園百年史編纂委員会『麻布学園の一〇〇年』麻布中学校・高等学校、1995年10月。
- 独自に麻布文庫と称して学校に関係する事柄や教師の著作物を書籍化している。「文庫」と称しているが、判型としては新書に近い。事務室で販売されている。
  - 加藤史朗『江原素六の生涯』2003年1月1日、ISBN 978-4204370534
  - 斎藤嶢『銅版画家 長谷川潔』
  - 都司嘉宣『地震・津波の話』
  - 松元宏『メキシコ・中米一人旅』
  - 山賀進『君たちの地球はどうなっているのか そして、どうなっていくのか -かけがえのない地球-』
  - 麻布学園国際交流委員会編 - 『ぼくたちは冒険する・麻布生の異文化体験記』
  - 原口宏『まんぼう君 海に潜る』
  - 原口宏『まんぼう君　海や陸を漂う』
  - 金昇俊『ナショナリズム イデオロギー 宗教』
  - 田邊肇『いきあたり ばったり -僕と「麻布の自由」の物語-』
  - 菅野正則『諸葛孔明』
  - 國吉一臣『異文化が消えるとき』
  - 山岡幹郎『パレスチナ・グラフィティ』[20]
  - 龍谷博『英語の考え方-英語の苦手な君に-』
  - 松元宏『アジアを旅する-フィリピンからインドまで-』
  - 氷上信廣『汝の馬車を星に繋げ-麻布学園とともに-上・下』